# Elias Ashmole
Elias Ashmole, född den 23 maj 1617 i Lichfield, död den 16 maj 1692 i Lambeth, var en engelsk forskare, vars samling utgör grunden för Ashmolean Museum i Oxford.

## Biografi
Ashmole skrev böcker i ämnen som alkemi, astrologi och om fornminnen. Hans förnämsta verk är Theatrum Chemicum (1652) och Order of the garter (1672). Ashmole samlade en stor mängd böcker och antikviteter som han visade upp för Oxford University 1682. Hans samling förvarades i Olde Ashmolean-byggnaden, som uppfördes 1679-1683. Det blev det första museet för allmänheten, invigt 6 juni 1683, innehållande uppstoppade djur och en dront och inträdespriset var beroende på hur länge man ämnade stanna. Byggnaden är idag fortfarande museum, sedan 1924 som lokal för Museum of the History of Science. 
Ashmole var även den berömde astrologen William Lillys beskyddare.